# Disney Cinemagic (Portugal)
Disney Cinemagic Portugal era un canal de televisión emitido en Portugal y propiedad de The Walt Disney Company Spain & Portugal. Fue sustituido por Disney Junior Portugal el 1 de noviembre de 2012.

## Historia
Disney Cinemagic se lanzó en Portugal el 1 de octubre de 2008, unos meses después del lanzamiento de la versión española. Se convirtió en el primer canal premium para niños disponible como opción en cable y satélite exclusivamente en TV Cabo, mientras que Disney Channel se incluyó en otros operadores.
Disney Cinemagic HD se lanzó en enero de 2009.
Disney Cinemagic fue sustituido por el servicio Disney Movies on Demand en ZON TV y el canal fue reemplazado por Disney Junior el 1 de noviembre de 2012, que se incluye en todos los operadores. Sin embargo, su versión en alta definición, Disney Cinemagic HD, no es sustituida y desaparece.

## Programación
Emite todo tipo de películas y series Disney, entre ellas :
- 101 Dálmatas
- Aladdin
- Hércules
- Kuzco, el emperador megalómano
- Lilo y Stitch
- Lizzie McGuire
- Peter Pan
- Tarzán
- Timón y Pumba